# Eremothera
Eremothera es un género de arácnido  del orden Solifugae de la familia Eremobatidae.

## Especies
Las especies de este género son:
- Eremothera drachmani Muma, 1986
- Eremothera sculpturata Muma, 1951